# 大西沙織
大西沙織（日语：／ Ōnishi Saori，1992年8月6日—）、日本女性声優，千葉縣出身，屬於I'm Enterprise事務所。

## 人物
日本播音演技研究所毕业。
小学、中学时代是吹奏乐部所属。
视力不太好，平时带隐形眼镜。
会选择当声优是因为小学四年级在看电视上播出的电视动画的时候，产生了「我也要当声优的想法」。憧憬的聲優是坂本真綾與小林沙苗。
加入现所属事务所后第一份工作是2012年发售的广播剧『ペンギンゑにし 第二譚 少女神隠し』。
2014年10月至于12月独立担任『ラジオどっとあい』第60代节目主持人。
特长是绘画。
是一位補水狂魔，擁有戰術補水的技能。
兴趣是电影音乐和动画OST的鉴赏。
2018年，與佐倉綾音共同獲得第12回聲優獎的助演女優賞與主持賞。

## 演出作品
※粗體字為主要角色

### 電視動畫
2012年
- AKB0048（友歌的妹妹）
- TARI TARI（大谷政美、加油粉紅）
- 戀愛與選舉與巧克力（女學生C）
- Little Busters!（山崎）
- 只要妳說妳愛我（朱音、女性友人、女性、女學生）
- 櫻花莊的寵物女孩（深谷志穗、女大學生）

2013年
- AKB0048（友歌的妹妹、女B）
- 琴浦小姐（委員長、薰、手機的声音、女子高生、男子B）
- 打工吧！魔王大人（女性）
- 果然我的青春戀愛喜劇搞錯了。（女學生、有志統制）
- 我的妹妹哪有這麼可愛。（女子）
- 悠悠式（女學生）
- 科學超電磁砲S（女學生）
- 戰姬絕唱SYMPHOGEAR G（高橋步）
- 我不受歡迎，怎麼想都是你們的錯！（薙刀少女）
- 單色小姐 -The Animation-（偶像）
- 青春紀行（女大學生B、女性信者2、前輩女子A、女性客2）
- 噬血狂襲（拉·芙利亞·立赫班、深洋少女組）
- Little Busters!〜Refrain〜（小孩C）
- 機巧少女不會受傷（姊）

2014年
- 蠟筆小新（幼稚園兒B）
- 青春紀行（前輩女子B）
- 最近，妹妹的樣子有點怪？（同班同學、網球部員B、女B、客B）
- 魔女的使命（King）
- selector infected WIXOSS（皮露露可）
- 魔法科高中的劣等生（千代田花音）
- 如果折斷她的旗（傲嬌子）
- 漫畫家和助手（女性友人、同級生）
- 龍孃七七七埋藏的寶藏（主播）
- 白銀的意志 ARGEVOLLEN（傑米·哈茲福特）
- 人生諮詢電視動畫「人生」（村上繪美）
- 修業魔女璐璐萌（女學生、小雪、貓貓姊妹、魔女、輕音少女）
- 精靈使的劍舞（菲雅娜·雷·奧地西亞、學生）

2015年
- 偵探歌劇 少女福爾摩斯 TD（克蕾仙多、下條麻里）
- 不起眼女主角培育法（澤村·史賓瑟·英梨梨）
- 食戟之靈（新戶緋沙子、榎本圓）
- 在地下城尋求邂逅是否搞錯了什麼（艾絲·華倫斯坦）
- 電波教師（桃園牧奈、女學生B）
- 你好！！黄金拼图（久世桥朱里）
- 御神樂學園組曲（御神樂星鎖）
- GATE 奇幻自衛隊 在彼方的土地，如斯的戰鬥（亞米娜）
- 魔物娘的同居日常（多佩爾）
- 學戰都市Asterisk（列媞希亞·布蘭查德）
- 我被抓到貴族女校當「庶民樣本」（九條美由紀）
- 請問您今天要來點兔子嗎？？（吹箭社社長）
- 女武神驅動 -美人魚-（蓮實玲音）

2016年
- 春太與千夏～春太與千夏共度青春～（班級委員長）
- Active Raid -機動強襲室第八課-（天野圓）
- 百无禁忌！女高中生私房话（牙美、店員）
- 最弱無敗神裝機龍（艾露堤莉澤·梅可雷雅）
- 重裝武器（夏洛特·祖牧）
- 蠟筆小新（琉璃子）
- HUNDRED百武裝戰記（霓莎特）
- 不愉快的妖怪庵（阿恩蒙公主）
- 食戟之靈 貳之皿（新戶緋沙子）
- TABOO TATTOO－禁忌咒紋－（瑪妮莎）
- 藍海少女！（二宮愛）
- Active Raid－機動強襲室第八課－ 2nd（天野圓）
- 齊木楠雄的災難（飼主）
- WWW.WORKING!!（女性2）
- 輕拍翻轉小魔女（前輩）
- 競女!!!!!!!!（豐口能）
- 少女編號（柴崎萬葉）
- Lostorage incited WIXOSS（水嶋清衣）

2017年
- 風夏（榛名響）
- 廢天使加百列（月乃瀨·葳奈特·艾普利爾）
- 不正經的魔術講師與禁忌教典（艾莉西亞七世）
- 時鐘機關之星（瑪麗·蓓爾·布列格）
- 情色漫畫老師（千壽村征[6]）
- 最強番長是少女（日语：喧嘩番長 乙女）（吉良〈少年時代〉）
- 不起眼女主角培育法♭（澤村·史賓瑟·英梨梨）
- 在地下城尋求邂逅是否搞錯了什麼 外傳 劍姬神聖譚（艾絲·華倫斯坦）
- 異世界食堂（黑）
- 咕嚕咕嚕魔法陣（倫倫·維米爾）
- 食戟之靈 餐之皿（新戶緋沙子）

2018年
- 刀使之巫女（十條姬和[7]）
- 賽馬娘 Pretty Derby（目白麥昆[8]）
- ALICE OR ALICE～妹控哥哥與雙胞胎妹妹～（流葉[9]）
- 漫畫女孩（色川琉姬[10]）
- Lostorage conflated WIXOSS（水嶋清衣[11]）
- 藍海少女！～Advance～（二宮愛）
- 食戟之靈 餐之皿 遠月列車篇（新戶緋沙子）
- OVERLORD III（露米埃）
- DOUBLE DECKER！道格＆基里爾（艾爾）
- 尤利西斯 貞德與鍊金騎士（夏洛特[12]）
- 只要別西卜大小姐喜歡就好（別西卜[13]）

2019年
- 不吉波普不笑（霧間凪[14]）
- 迷你刀使（十條姬和）
- YU-NO 在這世界盡頭詠唱愛的少女（一條美月[15]）
- 偶像學園Friends！（艾麗西亞·夏洛特）
- 我們真的學不來！（關城紗和子）
- 平凡職業造就世界最強（白崎香織[16]）
- 在地下城尋求邂逅是否搞錯了什麼II（艾絲·華倫斯坦）
- 異世界超能魔術師（阿爾賽娜·諾曼）
- 食戟之靈 神之皿（新戶緋沙子）
- 我們真的學不來！ 第2期（關城紗和子）
- Z/X Code reunion（薔薇黃蜂）
- 刀劍神域 Alicization War of Underworld（連茱）
- 偶像學園 on Parade！（艾麗西亞·夏洛特）

2020年
- 少女前線 -狂亂篇-（M14）
- 排球少年！！TO THE TOP（天内叶歌）
- 食戟之靈 豪之皿（新戶緋沙子）
- 球詠（吉川和美）
- 魔物娘的醫生（紗芬蒂德·涅克斯）
- 賽馬娘四格（目白麥昆）
- 請問您今天要來點兔子嗎？BLOOM（狩手結良）
- 在地下城尋求邂逅是否搞錯了什麼III（艾絲·華倫斯坦）
- 小碧藍幻想！（米拉歐露）
- 魔法科高中的劣等生 來訪者篇（千代田花音）

2021年
- 賽馬娘 Pretty Derby Season 2（目白麥昆）
- 裝甲娘戰機（京香）
- 青梅竹馬絕對不會輸的戀愛喜劇（桃坂真理愛、雛姬）
- 影宅（莎拉、米亞）
- MARS RED 零機關（苑）
- 聖女魔力無所不能（藥師大人）
- Sonny Boy（希）
- 開掛藥師的異世界悠閒生活～到異世界開藥房去～（比比）
- SELECTION PROJECT（來栖賽菈）
- 異世界食堂2（黑）
- 藍色時期（櫻庭華子）
- 境界戰機（蘇菲亞·路易絲）

2022年
- CUE!（小森千惠子）
- ORIENT 東方少年（山本春雷[17]）
- 相愛相殺（夏特·丹克沃斯[18]）
- 平凡職業造就世界最強 2nd season（白崎香織）
- 白金終局（手毬由理）
- Delicious Party ♡ 光之美少女（品田杏）
- 少女前線（M14、Micro Uzi[19]）
- 式守同學不只可愛而已（式守[20]）
- 骸骨騎士大人異世界冒險中（尤莉安娜[21]）
- 魔法使黎明期（哈魯斯福爾）
- 約會大作戰IV（山打紗和）
- 這個僧侶有夠煩（鬼女）
- 影宅 -2nd Season-（莎拉、米亞）
- 契約之吻（蜂須賀凜花[22]）
- Extreme Hearts（御社智[23]）
- OVERLORD IV（露米埃）
- 徹夜之歌（亞里沙）
- 宇崎學妹想要玩！ω（伊藤）
- 夫婦以上，戀人未滿。（渡邊星[24]）
- 某天早晨變成模擬人頭麥克風後我的人生（浅草ゆり[25]）
- 菜鳥鍊金術師開店營業中（艾莉絲·洛采）

2023年
- 在地下城尋求邂逅是否搞錯了什麼IV（艾絲·華倫斯坦）
- 物之古物奇譚（門守椿[26]）
- 再得一勝！（小田桐華）
- 和山田談場Lv999的戀愛（前田桃子[27]）
- 轉生貴族的異世界冒險錄～不知自重的眾神使徒～（米璃[28]）
- 第二次被異世界召喚（德薩斯特爾·瑟雷諾[29]）
- 【我推的孩子】（鷲見有希）
- Dr.STONE 新石紀 NEW WORLD（孤挺花）
- 屍體如山的死亡遊戲（カルラ・ウォン）
- 雖然等級只有1級但固有技能是最強的（瑟莉斯德[30]）
- 謊言遊戲（淺宮七瀨[31]）
- 神劍闖江湖－明治劍客浪漫譚－（高荷惠[32]）
- 賽馬娘 Pretty Derby Season 3（目白麥昆[33]）
- 位於戀愛光譜極端的我們（白河月愛[34]）

2024年
- 休假的壞人先生（弘希君[35]）
- 魔法科高中的劣等生 第3期（千代田花音）
- 單人房、日照一般、附天使。（和泉乃愛琉[36]）
- Unnamed Memory 無名記憶（帕米拉）
- 夜櫻家大作戰（小咩[37]）
- 新人大叔冒險者，被最強隊伍操到死成無敵（莉涅特·艾爾菲爾特[38]）
- 失憶投捕（女高中生）
- 魔導具師妲莉亞永不妥協（妲莉亞·羅塞堤[39]）
- 神之塔 -Tower of God- 王子的歸還（昆·馬契尼·扎巴德）
- 【我推的孩子】 第2期（鷲見有希）
- 神劍闖江湖－明治劍客浪漫譚－ 京都動亂（高荷惠[40]）
- 平凡職業造就世界最強 season 3（白崎香織）

2025年
- 我們不可能成為戀人！絕對不行。（※似乎可行？）（王塚真唯[41]）

時期未定
- 泛而不精的我被逐出了勇者隊伍（賽爾瑪·克羅德爾[42]）

### OVA
2012年
- 堀與宮村（颶風之星）
- 出包王女DARKNESS（主播）

2014年
- Little Busters! EX（料理研學生）
- 堀與宮村（女子A）

2015年
- 噬血狂襲 女武神的王國篇（拉·芙利亞·立赫班）

2016年
- 食戟之靈「巧的下町合戰」（新戶緋沙子）
- 食戟之靈「暑假的繪里奈」（新戶緋沙子）
- 在地下城尋求邂逅是否搞錯了什麼（艾絲·華倫斯坦）

2017年
- 廢天使加百列「霧氣旅情篇」（月乃瀨·葳奈特·艾普利爾）
- 食戟之靈 貳之皿「秋月的邂逅」（新戶緋沙子）
- 食戟之靈 貳之皿「仲間亮版食戟之靈〜浮世太噁了〜」（新戶緋沙子）
- 食戟之靈 貳之皿「遠月十傑」（新戶緋沙子）

2019年
- 情色漫畫老師（千壽村征）
- 我們真的學不來！（關城紗和子）

### 劇場版動畫
2013年
- AURA ～魔龍院光牙最後的戰鬥～（佐原）
- 空之境界：未来福音（直美）
- 劇場版魔法禁書目錄：恩底彌翁的奇蹟（廣播聲）

2017年
- 黃金拼圖 Pretty Days（久世橋朱里）

2019年
- 不起眼女主角培育法 Fine（澤村·史賓瑟·英梨梨[43]）

2020年
- 约会大作战 赤黑新章: Dead or Bullet / Nightmare or Queen（白之女王）

2021年
- Tokyo 7th Sisters -我們變為藍天-（亞歷山大·蘇斯）
- 黃金拼圖 Thank you!!（久世橋朱里）

2024年
- DEAD DEAD DEMON'S DEDEDEDE DESTRUCTION 惡魔的破壞（須丸光[44]）

### 網路動畫
2016年
- 怪物彈珠（一之瀨志乃）

### 遊戲
2012年
- Glass Heart Princess（美羽）

2013年
- Glass Heart Princess:PLATINUM（美羽）
- 花冠之淚2 霸王的末裔

2014年
- 東京七姐妹（亞歷山大·蘇絲）
- 魔壞神兆力翁（瑪門）
- 超女神信仰 諾瓦露 激神黑心（艾因·阿爾）
- 女子宿舍禁愛令（霧生蓮）
- 白貓Project（名軍師的妹妹 - 美琳）

2015年
- 不起眼女主角培育法 -blessing flowers-（澤村·史賓瑟·英梨梨）
- 戰鬥女子學園（艾薇娜〈雨谷艾莉卡〉）
- 消滅都市（蘿絲潘古）

2016年
- 伊蘇VIII 丹娜的隕涕日（丹娜·伊克路西亞）
- 少女前線（M14）
- Soul Worker（克蘿艾）

2017年
- 我們的世界迎向終結。（結城七罪）
- YU-NO 在這世界盡頭詠唱愛的少女（一條美月[45]）
- 碧藍航線（摩耶）

2018年
- 刀使之巫女 刻印一閃之燈火（十條姬和[46]）
- 閃耀幻想曲（色川琉姬、久世橋朱里）

2019年
- 47 HEROINES（玉藻小百合[47]）
- 妃十三學園 Alternative Girls（艾絲·華倫斯坦）
- WACCA（エリザベス）
- 重裝戦姬（格蕾芙）
- 蒼藍誓約（伊麗莎白女王、柯尼斯堡）
- 魂器學院（萱、麟）
- Fire Emblem Heroes（拉克西絲）
- 超異域公主連結 Re:Dive（帆稀）
- 動物朋友3（青龍、真．青龍）

2020年
- Crash Fever（閃光的劍姬 艾絲）

2021年
- 賽馬娘 Pretty Derby（目白麥昆）
- 魔法禁書目錄 幻想收束（艾丝·华伦斯坦）

2022年
- 蔚藍檔案 （冰室瀬奈）
- 機動戰姬聚變（刃之魔法少女 妮娜）
- 雀魂麻將（四宮冬實）
- 守望傳說 (堇)
- 寶可夢大師（紗幽子〔靈異迷〕）

2023年
- 無期迷途（橡木匣）
- 超偵探事件簿 霧雨謎宮（吹雪＝可蘿卡菲特）
- 崩壞：星穹鐵道 (阮·梅[48])

2025年
- 碧藍航線（獅）
- 伊瑟（多琪）

### Drama CD
2012年
- ペンギンゑにし

2016年
- ALICE OR ALICE～妹控哥哥與雙胞胎妹妹～（流葉[49]）

### 有聲漫畫
2020年
- 聖劍學院的魔劍使（蕾吉娜·梅賽德斯）

2023年
- 暗號學園的伊呂波（東洲齋享樂）

### 廣播節目
- 白銀の意思 アルジェヴォルン 独立第八部隊・秘密通信（HiBiKi Radio Station：2014年6月25日 - 2015年1月28日）
- 精霊使いの剣舞放送＜ブレラジ＞（HiBiKi Radio Station：2014年7月1日 - 10月14日）
- ラジオどっとあい 大西沙織のあなたの血が気になります!!(AG-ON、超!A&G+：2014年10月3日 - 12月26日）
- 不起眼廣播的培育法（音泉：2014年12月24日 - 2015年4月15日）
- 加隈亜衣・大西沙織のキャン丁目キャン番地（學研 超！アニメディア：2015年2月19日 - ）
- TVアニメ「ダンまち」 ラジオに松岡との出会いを求めるのは間違っているだろうか（HiBiKi Radio Station：2015年3月20日 - 7月3日）
- 不起眼廣播的培育法 Again（音泉：2015年11月26日 - ）
- 想和佐倉做的大西（文化放送、音泉：2016年4月9日－2023年3月28日）[50][51]

### 影像商品
- 御神樂學園先行上映活動「入學前夜」E剪輯影像（2015年） - 御神樂學園組曲vol.1限定特典
- MF文庫J×響 Radio Station 一夜限りのトリプル公録祭り!（2015年）[52]
- 東京七姐妹系列（2015年－2019年）
  - t7s 1st Anniversary Live 15'→34'『H-A-J-I-M-A-L-I-V-E-!!』
  - t7s 2nd Anniversary Live 16'→30'→34' -INTO THE 2ND GEAR-
  - t7s 3rd Anniversary Live 17'→XX -CHAIN THE BLOSSOM- in Makuhari Messe
  - Tokyo 7th Sisters Memorial Live in NIPPON BUDOKAN “Melody in the Pocket”
  - t7s 4th Anniversary Live -FES!! AND YOUR LIGHT- in Makuhari Messe
- 食戟之靈系列（2015年 - 2016年）
  - 食戟之靈〜餐廳松岡〜Vol.2[53]
  - 食戟之靈貳之皿presents おあがりよ、まつおかさん![54]
- 藍海少女！ てこぴかりと行く!「ㄒ」舞台巡禮（2016年－2017年）[55] - BD&DVD第4－5卷影像特典
- 廢天使加百列 〜天使與惡魔的製作麵包〜（2017年）[56]
- 賽馬娘 Pretty Derby 1st EVENT「Special Weekend!」LIVE剪輯影像（2017年） - ENDLESS DREAM!!初回限定特典
- 異世界食堂「異世界食堂再來一碗!2皿」（2018年）[57] - BD&DVD第6皿映像特典
- 7-Eleven presents 想和佐仓做的大西系列（2018年－2019年）
  - 7-Eleven presents 想和佐倉做的大西 DVD 尋找ロンリーホーム之旅〜THIS 伊豆 伊東!
  - 7-Eleven presents 想和佐倉做的大西 DVD in 沖繩

### 柏青哥遊戲
- CR緋彈的亞莉亞（2014年，艾爾·華生）
- CR R緋彈的亞莉亞II（2017年，艾爾·華生[58]）
- 柏青哥 在地下城尋求邂逅是否搞錯了什麼（2018年，艾絲·華倫斯坦[59]）
- CR 女王之刃3（2019年，亞莉西亞）

## 音樂CD

### 角色歌
| 發售日  | 曲名                                                 | 名義 | 樂曲                                                  | 商業搭配                                   |
| 2014年  | 2014年                                               | 2014年 | 2014年                                                | 2014年                                     |
| ------- | ---------------------------------------------------- | --- | ----------------------------------------------------- | ------------------------------------------ |
| 7月23日 |                                                      | （木戶衣吹、優木加奈、石上靜香、大西沙織、加隈亞衣）                                                             | 「」                                                  | 電視動畫《精靈使的劍舞》片尾曲             |
| 7月23日 |                                                      | （木戶衣吹、優木加奈、石上靜香、大西沙織、加隈亞衣）                                                             | 「」                                                  | 電視動畫《精靈使的劍舞》形象曲             |
| 9月3日  | 人生諮詢電視動畫「人生」DVD & Blu-ray Vol.1 片尾曲CD | ［遠藤梨乃（新田日和）、九條文（豐田萌繪）、鈴木郁美（諏訪彩花）、村上繪美（大西沙織）、二階堂彩香（前田玲奈）］ | 「」                                                  | 電視動畫《人生諮詢電視動畫「人生」》片尾曲 |
| 10月8日 | 精靈使的劍舞 BD、DVD第1卷特典CD                      | （木戶衣吹、優木加奈、石上靜香、大西沙織、加隈亞衣）                                                             | 「刻印讃歌」                                          | 電視動畫《精靈使的劍舞》角色歌             |
| 12月3日 | 精靈使的劍舞 BD、DVD第3卷特典CD                      | 菲雅娜·雷·奧地西亞（大西沙織）                                                                                   | 「Holy Domain（菲雅娜·雷·奧地西亞 Solo ver.）」       | 電視動畫《精靈使的劍舞》角色歌             |
| 12月3日 | 不起眼女主角培育法 角色印象曲 澤村·史賓瑟·英梨梨     | 澤村·史賓瑟·英梨梨（大西沙織）                                                                                   | 「Blooming Lily」 「LOVE iLLUSiON (Eriri Solo Ver.)」 | 電視動畫《不起眼女主角培育法》角色歌       |
| 2015年  |                                                      | |                                                       |                                            |
| 3月4日  | 精靈使的劍舞 BD、DVD第6卷特典CD                      | （木戶衣吹、優木加奈、石上靜香、大西沙織、加隈亞衣）                                                             | 「Holy Domain」                                       | 電視動畫《精靈使的劍舞》角色歌             |

## 外部連結
- 出演作品列表 （页面存档备份，存于）
- 官方網站個人資料 （页面存档备份，存于）
- 大西沙織Instagram